# Ocnogyna berthina
Ocnogyna berthina là một loài bướm đêm thuộc phân họ Arctiinae, họ Erebidae.